# Westerhout 31
Westerhout 31, també coneguda com a W31, és una regió de formació estel·lar de la nostra galàxia situada a la constel·lació del Sagitari.

## Característiques
Igual que succeeix amb altres regions de formació estel·lar situades a gran distància, la seva posició en la Via Làctia l'enfosqueix tant a causa de la pols interestel·lar que és impossible d'estudiar en l'òptic i és necessari recórrer per a això a altres longituds d'ona com els infrarojos, les ones de radi, els rajos X, i els rajos gamma que són molt menys afectades per aquest.
W31 en realitat està formada per dues regions diferents a distàncies del Sistema Solar molt diferents però que des de la nostra posició semblen estar juntes: una d'elles (formada per les nebuloses G10.2-0.3 i G10.6-0.4) a una distància de 3,3 i 4,5 kiloparsecs del Sol, i una altra formada per la nebulosa G10.3-0.1 molt més llunyana, a entre 11,8 i 14,5 kiloparsecs, és a dir, en l'altre costat de la galàxia respecte al Sol.
La més notable és G10.3-0.1 per ser una de les majors regions HII de la Via Làctia i contenir el cúmul estel·lar Cl* 1806-20, en el qual a més d'altres estels joves i massius s'hi troben la variable lluminosa blava LBV 1806-20, el magnetar SGR 1806−20, dos hipergigants blaus, una supergegant de tipus espectral O, i tres estels Wolf-Rayet.
El complex més proper, format per G10.2-0.3 i G10.6-0.4, inclou un jove cúmul estel·lar amb una edat de tot just 600.000 anys amb almenys quatre estels de tipus espectral O i cinc objectes estel·lars joves massius.